# Piyotama
Piyotama es un puzzle videojuego desarrollado por Japan Studio y publicado por Sony Computer Entertainment para la PlayStation 3. Fue lanzado en 2007 en PlayStation Network, con un port para la PlayStation Portable lanzando en 2010.

## Premisa y jugabilidad
Escondida en lo más profundo del bosque Hotai, encontrarás una familia de criaturas juguetonas y misteriosamente coloreadas conocidas como Piyos. Cada primavera, la madre Piyo, Piyomama, pone unos cuantos huevos para llenar el bosque de nuevos y coloridos Piyos; sin embargo, ¡este año se ha emocionado demasiado y ha puesto demasiados!
¡Ayúdala a incubar los huevos antes de que desborden el nido!
Piyotama es un puzzle game en el que el objetivo es manipular huevos de colores y alinear cuatro o más seguidos para "eclosionarlos".  Los huevos sólo se pueden manipular cuando están fuera del "nido" (el área de juego), lo que se consigue deslizando la fila de huevos seleccionada hacia la izquierda o la derecha usando la cruceta.  El orden de los tres huevos empujados fuera del nido se puede desplazar a izquierda o derecha usando los botones X y O, respectivamente.  La fila actual puede cambiarse con las direcciones arriba y abajo del dpad, lo que permite reinsertarlos en una fila diferente para formar líneas de huevos iguales.
Una vez que se forma una línea de cuatro huevos, se inicia una "eclosión", dando al jugador un corto tiempo para crear más líneas de huevos para formar un combo para anotar más puntos antes de que los huevos eclosionen.  Cuando finalice el tiempo de eclosión, todos los huevos que formaban parte de una línea eclosionarán y los pequeños Piyos volarán para recogerse a ambos lados de la pantalla.  Un huevo eclosionará aunque ya no forme parte de una línea de huevos iguales, siempre que no se mantenga fuera del nido.  Los huevos restantes caerán para rellenar los huecos.  Cuando se consigan suficientes puntos
Se añade una dimensión adicional a los controles mediante el uso de las capacidades de detección de movimiento del mando Sixaxis.  Agitando el Sixaxis de lado a lado, los huevos caen en los huecos.  Agitar el mando de arriba abajo hará que los huevos salten, ofreciendo un control limitado a la hora de reordenar los huevos más allá de manipularlos de tres en tres más allá del nido.  Si se ha iniciado una eclosión, sacudir el mando hará que los huevos eclosionen inmediatamente.  La maniobra puede ser especialmente útil en el modo batalla cuando los huevos están a punto de llenar el nido, lo que provocaría el final del juego.
'“Piyotama”' cuenta con modos para un jugador cronometrados ("Piyo Coop") y no cronometrados ("Free-Range"), el primero de los cuales permite subir las puntuaciones más altas a una tabla de clasificación online a través de PlayStation Network.  También se incluye un "Modo Batalla" para 2 jugadores para el juego competitivo local.

## Desarrollo y lanzamiento
A través de la PlayStation Store japonesa se han lanzado de forma gratuita cuatro packs de skins, temas gráficos de temporada.  El primero fue un pack de verano con temática playera, el segundo con temática de Halloween, el tercero con temática navideña y el más reciente con temática de San Valentín. La disponibilidad de estos packs varía según la región, ya que Sony no los ha lanzado en todos los mercados.